# Campionat del Món de natació de 1998
El Campionat del Món de natació de 1998 fou una competició esportiva que es realitzà entre els dies 8 i 17 de gener de 1998 a la ciutat de Perth (Austràlia) sota l'organització de la Federació Internacional de Natació (FINA), esdevenint la vuitena edició d'aquesta competició mundial i la segona vegada que aquesta ciutat australiana l'allotjava.
Es realitzaren competicions de natació, natació en aigües obertes, natació sincronitzada, salts i waterpolo.

## Proves
- Natació al Campionat del Món de natació de 1998
- Natació en aigües obertes al Campionat del Món de natació de 1998
- Natació sincronitzada al Campionat del Món de natació de 1998
- Salts al Campionat del Món de natació de 1998
- Waterpolo al Campionat del Món de natació de 1998

## Medaller
Seu 
| Posició | País            | Or | Plata | Bronze | Total |
| 1       | Estats Units    | 17 | 6     | 9      | 32    |
| 2       | Rússia          | 11 | 3     | 3      | 17    |
| 3       | Austràlia       | 7  | 8     | 10     | 25    |
| 4       | R.P. de la Xina | 6  | 8     | 4      | 18    |
| 5       | Ucraïna         | 3  | 1     | 0      | 4     |
| 6       | Itàlia          | 2  | 2     | 2      | 6     |
| 7       | Alemanya        | 1  | 7     | 6      | 14    |
| 8       | Països Baixos   | 1  | 4     | 3      | 8     |
| 9       | França          | 1  | 4     | 1      | 6     |
| 10      | Hongria         | 1  | 1     | 2      | 4     |
| 11      | Espanya         | 1  | 1     | 0      | 2     |
| 12      | Bèlgica         | 1  | 0     | 0      | 1     |
| 12      | Costa Rica      | 1  | 0     | 0      | 1     |
| 14      | Japó            | 0  | 4     | 4      | 8     |
| 15      | Eslovàquia      | 0  | 2     | 1      | 3     |
| 16      | Canadà          | 0  | 1     | 3      | 4     |
| 17      | Suècia          | 0  | 1     | 1      | 2     |
| 18      | Regne Unit      | 0  | 0     | 2      | 2     |
| 19      | Argentina       | 0  | 0     | 1      | 1     |
| 19      | Iugoslàvia      | 0  | 0     | 1      | 1     |
| 19      | Puerto Rico     | 0  | 0     | 1      | 1     |
| Total   | Total           | 53 | 53    | 54     | 160   |